# FS ETR 600

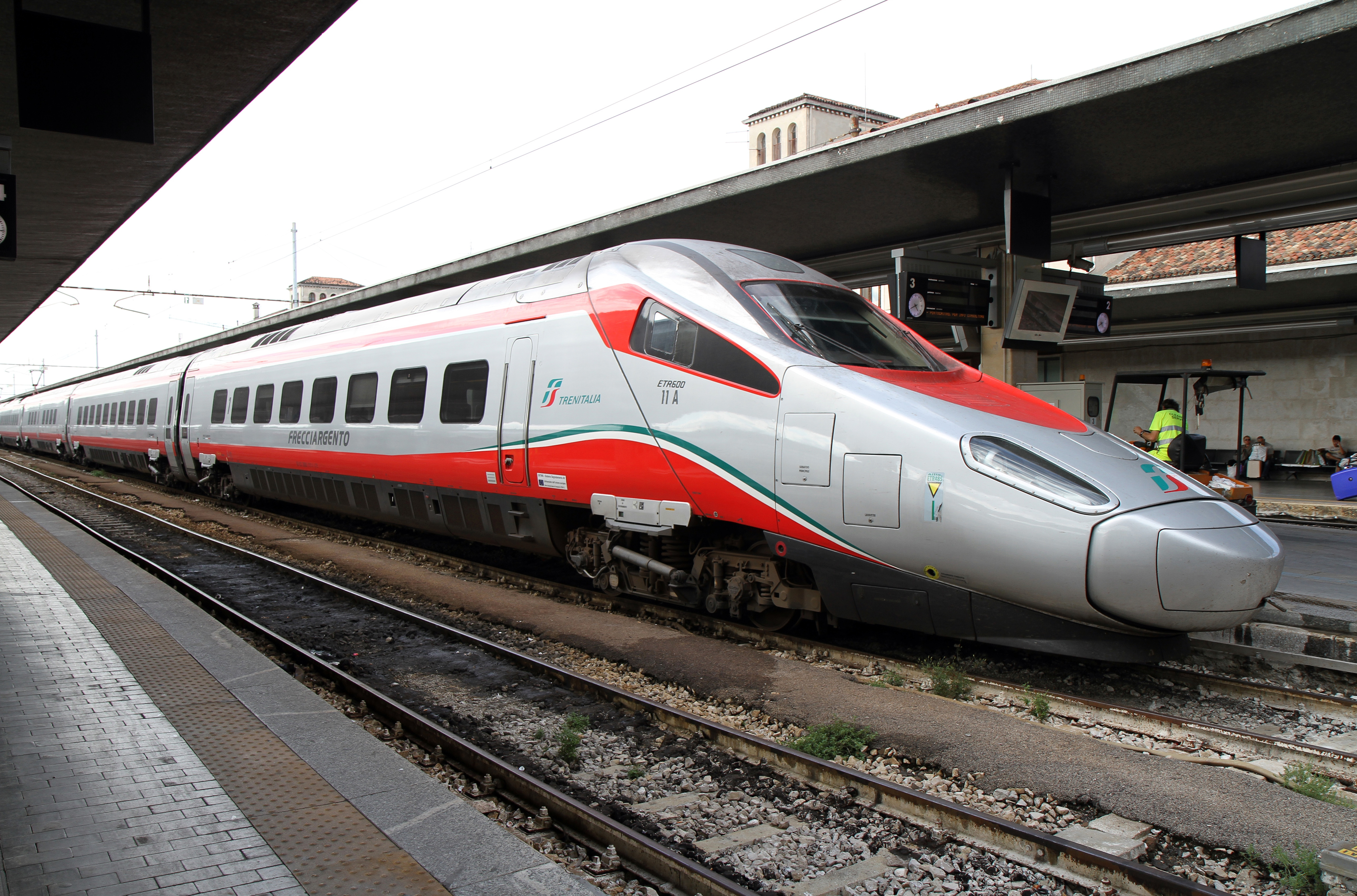
ETR 600 im neuen Anstrich

Die ETR 600 (von italienisch ElettroTreno Rapido) sind Hochgeschwindigkeitstriebzüge mit Neigetechnik von Alstom, die zur vierten Generation der Pendolino gehören. Durch die aktive Neigetechnik können die Wagenkästen für höhere Geschwindigkeiten in Bögen um bis zu 8 Grad geneigt werden. Das Design der ETR 600 stammt von Giorgetto Giugiaro.

## Geschichte
Trenitalia bestellte von der neuen Generation 28 Einheiten, die Mitte 2008 ausgeliefert wurden. Im Dezember 2008 wurde die Bauart erstmals im Liniendienst zwischen Rom und Bari eingesetzt.
Ab Dezember 2008 führte Trenitalia für ihre Hochgeschwindigkeitszüge neue, nach Höchstgeschwindigkeit kategorisierende Beinamen ein. Die zweitschnellste Zugkategorie – nach Frecciarossa (Roter Pfeil), wie die ETR 500 fortan bezeichnet wurden – ist  Frecciargento (Silberpfeil), für Züge mit Höchstgeschwindigkeiten zwischen 250 und 285 km/h. Damit verkehren die Züge als „ETR 600 Frecciargento“ und „ETR 610 Frecciargento“. Mit den Markennamen wurden auch neue Farbgebungen eingeführt, welche die FS am 13. November 2008 präsentierte.
Die von Alstom entwickelten Wagenkästen wurden von den Alstomwerken in Savigliano bei Turin gebaut, die elektrische Ausrüstung in Sesto San Giovanni nahe Mailand.

## Technische Daten
Eine Triebzugeinheit besteht aus sieben Wagen, davon zwei Endwagen mit Führerständen. Angetrieben werden je zwei Radsätze der End- und benachbarten Mittelwagen. Insgesamt werden 430 Sitze und zwei Rollstuhlplätze angeboten. Bei einer Wagenlänge von 26,2 m (LüP 28,2 m) der mit Aluminiumstrangpressprofilen gebauten Fahrzeugkästen ergibt sich eine Zuglänge von 187,4 m mit 2,83 m Wagenbreite. Die maximale Achslast (beladen) beträgt 16,5 t, so dass die Zugmasse eines leeren Zuges 387 t und eines besetzten (alle Sitze belegt) 421 t beträgt.
Die Einheiten sind für eine Geschwindigkeit von 250 km/h zugelassen, bei Versuchsfahrten wurden 280 km/h erreicht. Die elektrische Dauerleistung beträgt 5500 kW. Das Neigesystem ist elektrohydraulisch und wird durch ein redundant aufgebautes HVAC-Steuersystem gesteuert. Die für den italienischen Binnenverkehr vorgesehenen ETR 600 sind zweisystemfähig für die im Bestandsnetz üblichen 3 kV Gleichspannung und 25 kV Wechselspannung mit einer Frequenz von 50 Hz ausgelegt, die ETR 610 zusätzlich für eine Wechselspannung von 15 kV bei  16,7 Hz.

### Unterschied zum ETR 610
| Name    | Stromsystem                                          | Zugbeeinflussung                   |
| ------- | ---------------------------------------------------- | ---------------------------------- |
| ETR 600 | 3 kV =; 25 kV, 50 Hz                                 | ERTMS, SCMT                        |
| ETR 610 | 3 kV =; 25 kV, 50 Hz; 15 kV, 16,7 Hz (international) | ERTMS, SCMT, ZUB, LZB, PZB, Signum |